# スタッド・フェリックス・ウフェ＝ボワニ
スタッド・フェリックス・ウフェ＝ボワニ（フランス語：Stade Félix Houphouet-Boigny）は、コートジボワールの首都、アビジャンのプラトー(en)地区にあるスタジアム。サッカーや陸上競技、そしてラグビーの試合でも使用される。

## 歴史
1952年開場。開場当時はスタッド・アンドレ・ジオと呼ばれていた。やがてスタジアム名はコートジボワールの初代首相、大統領を務めたフェリックス・ウフェ＝ボワニに由来する今の名前になり、1984年には第14回目のアフリカネイションズカップの決勝戦の会場となった。2009年にはスタジアムの芝生、医務室などを含めた全面改装を行った。2012年12月30日には歌手のクリス・ブラウンがカルペディエムツアーを行った。